# Escravidão na Somália
Escravidão na Somália existiu como parte do Comércio de escravos da África Oriental e do Comércio árabe de escravos. Para atender à demanda por trabalho braçal, bantos do sudeste da África foram exportados de Zanzibar e vendidos em grande número ao longo dos séculos para clientes na África Oriental e outras áreas no Nordeste da África e Ásia pelos somalis. Etíopes, especialmente amharas e tigrínios, também foram capturados e vendidos a comerciantes da Península Arábica, Índia, Grécia e outros lugares.

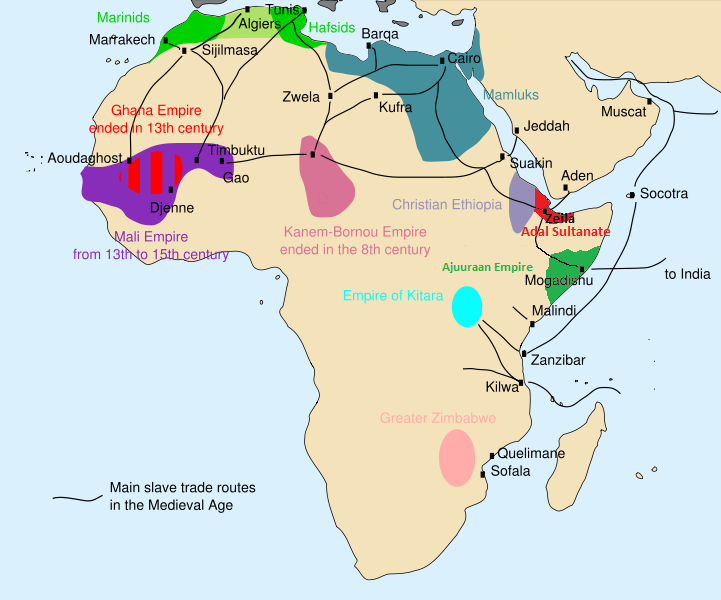
Rotas do comércio de escravos na África medieval.

Os oromos eram preferidos devido a suas características físicas em relação a outros escravos. Além disso, não eram vistos como muito diferentes de seus senhores somalis, o que fazia com que tivessem um preço mais alto em comparação com outros africanos orientais.

## História

### Comércio de escravos habesha

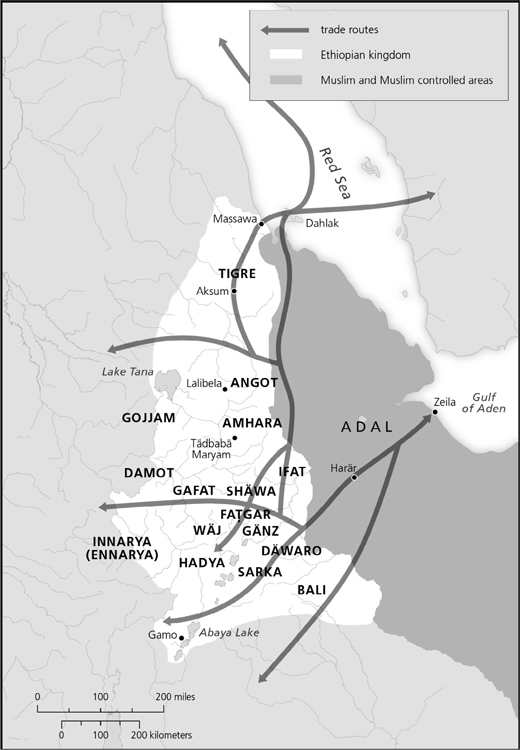
Rotas históricas do comércio de escravos do Império Etíope.

Escravos habesha foram vendidos por somalis desde o século XIII. Registros arquivados ao final do governo do sultão Rasulida Al-Muzaffar Yusuf, na década de 1290, mencionam que os principais escravos levados ao Iêmen eram de etnias amhara e tigrínia, embarcados na cidade portuária de Zeila. Um eunuco de origem amhara custava quatro dinares, enquanto uma concubina custava dois. O sultão adalita Jamal ad-Din vendeu diversos amharas como escravos em locais tão distantes quanto a Grécia e a Índia. Após cada batalha, ele distribuía três escravos amharas para os muçulmanos mais pobres e vendia o restante por preços baixos devido ao grande número.
Segundo Francisco Álvares, o imã Mahfuz atacava os cristãos abissínios quando estavam fisicamente debilitados durante a Quaresma, capturando cerca de 19.000 pessoas que vendia rapidamente a seus contatos na Arábia.:58 Ludovico di Varthema, que visitou Zeila em 1503, escreveu que o porto era um centro de intenso comércio de escravos. Ele declarou:

Aqui são vendidos um número muito grande de escravos, que são o povo do Preste João (Etiópia), capturados em batalha pelos mouros, e daqui são levados à Pérsia, Arábia Feliz, Meca, Cairo e Índia.
Zeila parece ter sido o porto mais ao sul frequentado por mercadores árabes, cujo principal centro na região era Áden, onde as condições comerciais e climáticas eram mais favoráveis. Por Zeila, e em menor grau por Berbera, passava o fluxo principal de escravos oriundos do interior da Etiópia.
As conquistas de Ahmad ibn Ibrahim al-Ghazi resultaram na escravização em grande escala de povos habesha. Diz-se que ele capturou “hordas de cristãos”, de modo que cada soldado de seu exército passou a ter não menos que duzentos escravos; segundo uma crônica local, todo homem em Harar possuía pelo menos três escravos habesha. Muitos nobres cristãos foram vendidos como escravos e suas esposas transformadas em concubinas dos muçulmanos.:63
Segundo Richard Pankhurst, quase todos os etíopes capturados pelo imame Ahmad foram vendidos a mercadores estrangeiros em troca de armas de fogo e canhões. Um jesuíta português relata que Adal conseguiu comercializar “milhares” de escravos abissínios com comerciantes do outro lado do mar — árabes, turcos, persas e indianos.:59 Esse comércio de escravos cristãos etíopes perdurou até bem entrado o século XIX, pois eles eram preferidos nos mercados muçulmanos em detrimento de seus vizinhos “pagãos”.

### Origem do comércio de escravos bantos

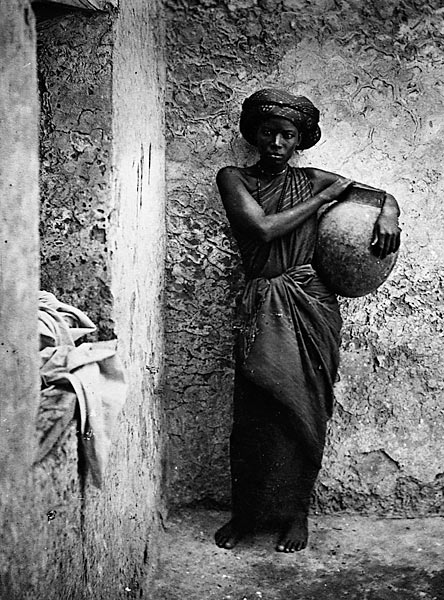
Uma banto serva ou escrava em Mogadíscio (1882–1883)

Há 2 500 anos, falantes do grupo linguístico proto-banto iniciaram uma série milenar de migrações rumo ao leste, partindo de sua terra natal na região dos Camarões em África Central. Essa expansão banta introduziu os povos bantos ao sul e ao sudeste da África.
Para atender às demandas do mercado por produtos agrícolas na Península Arábica e suprir necessidades locais, clãs somalis na região do Shabelle Inferior e ao longo da antiga costa de Banaadir passaram a comprar escravos de comerciantes de escravos árabes para fornecer mão de obra e atuar como agricultores-clientes.
“O cultivo era realizado por agricultores clientes locais, chamados boon, ou grupos de baixa posição social dos dominantes biimaal, geledis, hintirre, murusade, Mobileyn e outros clãs pastorais que controlavam pequenas porções do vale. Produziam principalmente para atender ao mercado interno. Havia muita terra fértil sem cultivo devido à crônica escassez de mão de obra. Para atender à demanda por grãos no sul da Arábia, os clãs somalis do Shabelle Inferior começaram a comprar escravos de navios árabes e suaílis, originários de Zanzibar (os povos Zegua ou Mushunguli).”
Os bantos residentes na Somália são descendentes de indivíduos bantos feitos cativos e transportados para a Somália por comerciantes de escravos árabes durante os séculos XVIII e XIX para trabalhar na agricultura.
Os bantos são etnicamente, fisicamente e culturalmente distintos dos somalis e dos etíopes e permaneceram marginalizados desde sua chegada ao Chifre da África.
Estima-se que, antes da guerra civil, havia cerca de 80 000 habitantes bantos na Somália (estimativa de 1970), concentrados principalmente entre os rios Juba e Shabelle, no sul. Estimativas mais recentes chegam a 900 000, embora outras as situem entre 500 000 e 600 000.

### Comércio de escravos da África Oriental

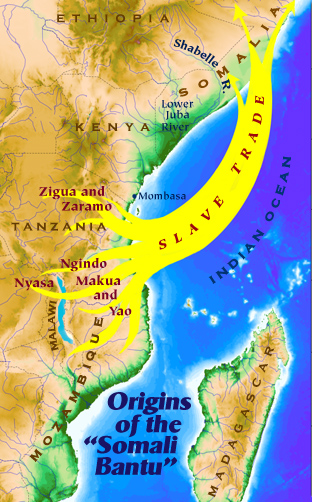
Ilustração dos diversos grupos étnicos bantos trazidos para a Somália

O tráfico de escravos no Oceano Índico era multidirecional e variou ao longo do tempo. Para suprir a demanda por trabalho braçal, escravos bantos eram capturados no sudeste da África e vendidos em grandes quantidades a clientes no Egito, na Arábia, na Somália, na Pérsia, na Índia, no Extremo Oriente e em ilhas do Oceano Índico.
De 1800 a 1890, estima-se que entre 25 000 e 50 000 escravos bantos tenham sido vendidos nos mercados de Zanzibar para a costa somali, por traficantes somalis.:8 A maioria era dos grupos makua, nyasa, yao, Zaramo e zigua de Tanzânia, Moçambique e Malawi. Esses grupos bantos são chamados coletivamente de Mushunguli, termo derivado de Mzigula, palavra zigua para “povo” (implicando também “trabalhador”, “estrangeiro” e “servo”).

### Séculos XIX e XX

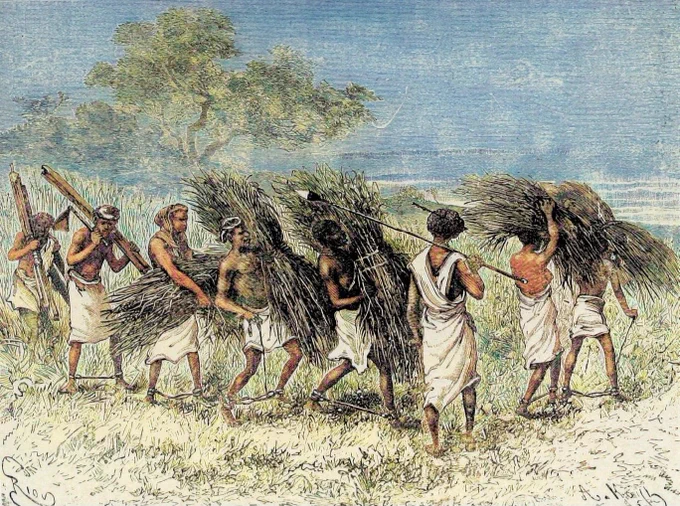
Escravos bantos com algemas nos pés para evitar fugas, sob o olhar de um senhor somali armado com um waran

Escravos adultos e crianças bantos (chamados de jareer por seus captores) eram comprados em mercados para trabalhos indesejáveis em plantações estatais. Eram enviados a plantações de propriedade italiana ao longo dos rios Shabelle e Juba, colhendo culturas como grãos e algodão. Os bantos trabalhavam sob controle direto do governo italiano.
Foram recrutados porque os somalis evitavam trabalho braçal,:64 e porque os italianos os consideravam racialmente inferiores aos somalis. Segundo Catherine Lowe Besteman:
A administração colonial italiana aboliu a escravidão na Somália no início do século XX, mas alguns clãs como os biimaal resistiram e lutaram para manter seus escravos.

### Escravos nilóticos
No fim do século XIX, grupos costeiros do Quênia também foram vendidos. Chamados de kore, esses nilóticos de línguas nilo-saarianas foram libertados por tropas britânicas e se estabeleceram na costa de Lamu como pescadores e agricultores. Muitos passaram a falar somali devido ao convívio forçado.

### Outros escravos
Além dos bantos de plantation, alguns oromo de origem pastoral capturados em guerras foram escravizados.
Os cativos oromo, em geral crianças e mulheres, eram integrados às famílias dos senhores, enquanto homens eram mortos. Eles não faziam trabalho de plantation, mas tarefas domésticas e pastorais. Mulheres oromo podiam ser esposas ou concubinas; após dar à luz, eram emancipadas com status igual ao da esposa somali e o filho recebia plena cidadania segundo o costume.
A liberdade oromo vinha por manumission e vinha acompanhada de presentes como cônjuge e gado. Durante a abolição, esses ex-cativos foram poupados do tratamento dado aos bantos e nilóticos.

## Abolição
Em 1893, as autoridades coloniais italianas deixaram de reconhecer legalmente a escravidão; em 1903–1904 proibiram o comércio e declararam livres todos os nascidos após 1890.:39–40
Em 1906, o governo italiano libertou escravos urbanos com compensação, mas tentou conter fugas no interior. Ainda assim, muitos fundaram vilarejos de ex-escravos ligados como agricultores-clientes aos clãs.:40
Na década de 1930, relataram ao Advisory Committee of Experts on Slavery a completa abolição, embora alguns bantos só tenham sido liberados na mesma década e continuassem discriminados.:226:29–30

### Obras citadas
- Besteman, Catherine Lowe (1999). Unraveling Somalia: Race, Class, and the Legacy of Slavery. Philadelphia: University of Pennsylvania Press. ISBN 978-0812216882